# Kelisia curvistilus
Kelisia curvistilus är en insektsart som beskrevs av Frederick Arthur Godfrey Muir 1926. 
Kelisia curvistilus ingår i släktet Kelisia och familjen sporrstritar. Inga underarter finns listade i Catalogue of Life.